# Fixem
Fixem là một xã trong vùng Grand Est, thuộc tỉnh Moselle, quận Thionville-Est, tổng Cattenom. Tọa độ địa lý của xã là 49° 26' vĩ độ bắc, 06° 16' kinh độ đông. Fixem nằm trên độ cao trung bình là 172 mét trên mực nước biển, có điểm thấp nhất là 150 mét và điểm cao nhất là 215 mét. Xã có diện tích 3,53 km², dân số vào thời điểm 1999 là 304 người; mật độ dân số là 86 người/km². Xã nằm khoảng 10 km phía tây-bắc của Thionville, thuộc Pháp từ năm 1769.

## Thông tin nhân khẩu
| 1962 | 1968 | 1975 | 1982 | 1990 | 1999 |
| ---- | ---- | ---- | ---- | ---- | ---- |
| 225  | 254  | 234  | 280  | 325  | 304  |